# Herrarnas lagtävling i tempolopp i landsvägscykling vid olympiska sommarspelen 1992
Herrarnas lagtempolopp i landsvägscykling vid olympiska sommarspelen 1992 ägde rum den 26 juli 1992 i Circuit de catalunya.

## Medaljörer
| Event                  | Guld                                                            | Silver                                                               | Brons                                                                            |
| Herrarnas lagtempolopp | Tyskland Michael Rich Bernd Dittert Christian Meyer Uwe Peschel | Italien Andrea Peron Flavio Anastasia Luca Colombo Gianfranco Contri | Frankrike Jean-Louis Harel Hervé Boussard Didier Faivre-Pierret Philippe Gaumont |

## Resultat
| Placering | Cyklister                                                                          | Lag                           | Tid     |
| --------- | ---------------------------------------------------------------------------------- | ----------------------------- | ------- |
| 1         | Bernd Dittert Christian Meyer Uwe Peschel Michael Rich                             | Tyskland                      | 2:01:39 |
| 2         | Flavio Anastasia Luca Colombo Gianfranco Contri Andrea Peron                       | Italien                       | 2:02:39 |
| 3         | Hervé Boussard Didier Faivre-Pierret Philippe Gaumont, Jean-Louis Harel            | Frankrike                     | 2:05:25 |
| 4         | Igor Dzyuba Oleh Halkin Igor Pastukhovich Igor Patenko                             | OSS                           | 2:05:34 |
| 5         | Miguel Fernández Álvaro González de Galdeano Eleuterio Mancebo David Plaza         | Spanien                       | 2:06:11 |
| 6         | Grzegorz Piwowarski Andrzej Sypytkowski Dariusz Baranowski Marek Leśniewski        | Polen                         | 2:06:34 |
| 7         | Thomas Boutellier Roland Meier Beat Meister Theodor Rinderknecht                   | Schweiz                       | 2:06:35 |
| 8         | Jaroslav Bílek Miroslav Lipták Pavel Padrnos František Trkal                       | Tjeckoslovakien               | 2:06:44 |
| 9         | John der Braber Pelle Kil Bart Voskamp Jaap ten Kortenaar                          | Nederländerna                 | 2:07:49 |
| 10        | Brian Fowler Paul Leitch Graeme Miller Chris Nicholson                             | Nya Zeeland                   | 2:08:10 |
| 11        | Stig Kristiansen Roar Skaane Bjørn Stenersen Karsten Stenersen                     | Norge                         | 2:08:25 |
| 12        | Robert Crowe Darren Lawson Robert McLachlan Grant Rice                             | Australien                    | 2:09:12 |
| 13        | Colin Davidson Chris Koberstein Todd McNutt Yvan Waddell                           | Kanada                        | 2:10:33 |
| 14        | Gary Dighton Stephen Farrell Matt Illingworth Peter Longbotom                      | Storbritannien                | 2:12:14 |
| 15        | Li Wenkai Wang Shusen Zhu Zhengjun Tang Xuezhong                                   | Kina                          | 2:12:38 |
| 16        | George Hincapie Nathan Sheafor Scott Mercier John Stenner                          | USA                           | 2:13:35 |
| 17        | Mark Kane Kevin Kimmage Robert Power Paul Slane                                    | Irland                        | 2:14:32 |
| 18        | Mićo Brković Aleksandar Milenković Mikoš Rnjaković Dušan Popeskov                  | Oberoende olympiska deltagare | 2:14:37 |
| 19        | Zundui Naran Dashnyamyn Tömör-Ochir Jamsrangiin Ölzii-Orshikh Dashjamtsyn Mönkhbat | Mongoliet                     | 2:16:52 |
| 20        | Hernandes Quadri Júnior Fernando Louro Euripides Ferreira Márcio May               | Brasilien                     | 2:22:00 |
| 21        | Nima Ebrahim Hussain Eslami Khosrow Ghamari Hussain Mahmoudi Shahvar               | Iran                          | 2:24:44 |
| 22        | Mamdooh Al-Doseri Saber Mohamed Hasan Jameel Kadhem Jamal Ahmed Al-Doseri          | Bahrain                       | 2:26:00 |
| 23        | Ali Al-Abed Mansoor Bu Osaiba Khamis Harib Khalifa Bin Omair                       | Förenade Arabemiraten         | 2:27:41 |
| 24        | Alfred Ebanks Don Campbell Craig Merren Stefan Baraud                              | Caymanöarna                   | 2:33:30 |
| 25        | Wil Yamamoto Jazy Garcia Manuel García Martin Santos                               | Guam                          | 2:34:41 |
| 26        | Medhadi Al-Dosari Saleh Al-Qobaissi Mohamed Al-Takroni                             | Saudiarabien                  | 2:35:30 |
| 27        | Orlando Chavarria Douglas Lamb Michael Lewis Ernest Meighan                        | Belize                        | 2:42:38 |
| 28        | Biruk Abebe Hailu Fana Asmelash Geyesus Daniel Tesfave                             | Etiopien                      | 2:45:43 |
| 29        | Rufin Molomadan Vincent Gomgadja Obed Ngaite Christ Yarafa                         | Centralafrikanska republiken  | 2:49:28 |
| -         | Michael Anderson Björn Johansson Jan Karlsson Johan Fagrell                        | Sverige                       | DNF     |
| -         | Mobance Amisi Selenge Kimoto Niampala Mongay Ndjibu Ngolomingi                     | Zaire                         | DNS     |